# Ісаєнко Галина Йосипівна
Ісаєнко Галина Йосипівна (5 червня 1941, Вовковинці) — 18 січня 2012, Хмельницький) — письменниця, педагог, громадська діячка, член Хмельницької міської літературної спілки письменників «Поділля».

## Життєпис
Галина Йосипівна Ісаєнко народилася у сім'ї вчителя. Після закінчення середньої школи навчалася в Одеському університеті, закінчила тільки чотири курси історико-філологічного факультету. Надалі доля закинула у Росію, де вона закінчила Бєлгородський державний педагогічний інститут у 1965 році, за спеціальністю вчитель російської мови та літератури.
Після повернення на Хмельниччину працювала у Хмельницькій міській ЦБС, згодом завідувачкою читального залу Хмельницької обласної бібліотеки для юнацтва та майже чверть століття — у бібліотеці Хмельницької гуманітарно-педагогічної академії.
Ісаєнко Г. Й. активно займалася громадською доброчинною діяльністю: систематично організовувала творчі вечори за участю студентів та викладачів Хмельницької гуманітарно-педагогічної академії для вихованців Вовковинецької школи-інтернату. Бажання творити добро та залучати до цих справ інших людей було визначальною рисою її особистості[1]

## Творчість
Галина Йосипівна була членом Хмельницької міської літературної спілки письменників «Поділля». Серед талантів, якими обдарував Господь Галину Ісаєнко, — здатність творити поезію. Подільська поетеса багато і плідно працювала, поетичний доробок — майже чотири десятки збірок віршів, пісень, оповідань, казок. На її вірші хмельницькими композиторами написано понад 50 пісень. Поетеса плідно працювала в жанрі духовної поезії для дітей та юнацтва; в її поезії оспівана краса рідної землі, відповідальність людини перед часом, розкриті біль і гіркота чорнобильської трагедії, не полишена поза увагою інтимна лірика. Творчість Ісаєнко Г. Й. вивчається на уроках літератури рідного краю у навчальних закладах Хмельниччини.[2]
Поетична творчість Галини Йосипівни стала основою наукових здобутків вихованця Малої Академії Наук Віктора Гурца, учня Київського Ліцею політики, економіки, права та іноземних мов. Із дослідженням «Поезія Галина Ісаєнко — невичерпне джерело віри в ієрархію доброти й милосердя» (секція «Українська література») у 2010 році він став переможцем ІІ (міського, м. Київ) етапу Всеукраїнського конкурсу захисту науково-дослідницьких робіт. У 2011 році за роботу «Громадянські мотиви лірики Галини Ісаєнко на тлі історії ХХ ст.» у секції «Українська література» він знову отримав ІІ місце у міському етапі Всеукраїнського конкурсу захисту науково-дослідницьких робіт МАН.[1]
Ісаєнко Галина Йосипівна — лауреат міської премії імені Богдана Хмельницького у галузі літературної діяльності та популяризації української мови. У 2011 році з нагоди 90-річчя від заснування Хмельницької гуманітарно-педагогічної академії нагороджена Грамотою Хмельницької обласної державної адміністрації.[3]